# Elisabetta Scano
Elisabetta Scano (Cagliari, 21 novembre 1966) è un soprano italiano.

## Biografia
Dopo aver iniziato lo studio del canto sotto la guida del padre, si perfeziona in seguito con Renata Scotto, Leyla Gencer e Regina Resnick. Ha debuttato in ambito operistico nel 1992 col ruolo di Adina nell’Elisir d'amore al Teatro Verdi di Sassari e, l’anno seguente, come protagonista di Lucia di Lammermoor nello stesso teatro.
Nel 1993 è stata Musetta ne La Bohème a Cagliari e, nel 1994, ha interpretato il ruolo di Isabella in Pensa alla Patria dall’Italiana in Algeri al Rossini Opera Festival di Pesaro. A Treviso, sotto la direzione di Peter Maag, è stata la Regina della Notte nel Flauto magico e, ancora a Sassari, ha debuttato nel ruolo di Amina ne La Sonnambula. Nel 1995 ha cantato nel Gallo d’oro (Il Gallo) al Teatro dell’Opera di Roma, Il ratto dal serraglio (Blonde) nei teatri del circuito veneto e nell’Orfeo ed Euridice (Amore) di Gluck a Sassari.
Nel 1996 è stata Gilda nel Rigoletto ad Ascoli Piceno, Elena ne Il Cappello di paglia di Firenze al Teatro Bellini di Catania con Maurizio Arena, la Fata e il Nano in Hänsel e Gretel al Teatro Regio di Torino, Carolina ne Il Matrimonio segreto per la direzione di John Mauceri (Teatro Regio di Torino), Gilbo nel L'Idolo cinese (Arena di Verona), Echo in Ariadne auf Naxos (Maggio Musicale Fiorentino), Serpina ne La Serva Padrona al Festival Spontini di Jesi con Marcello Panni e Olimpia in Les contes d'Hoffmann (teatri del circuito veneto). Nel 1998 ha cantato in Falstaff (Nannetta) a Sassari, ha preso parte all’allestimento de Il Tabarro con Riccardo Chailly ed è stata Lauretta in Gianni Schicchi al Concertgebouw di Amsterdam.
Ha interpretato, inoltre, il ruolo di Amenaide in Tancredi a Sassari e ha fatto parte del cast nel Falstaff diretto da Claudio Abbado a Ferrara. Ha partecipato al Festival Scarlatti di Palermo con l’opera Massimo Puppieno di Alessandro Scarlatti diretta da Fabio Biondi; ha debuttato nel ruolo di Pamina ne Il Flauto magico a Sassari e di Oriana in Amadigi al Teatro di San Carlo di Napoli con Rinaldo Alessandrini. Si è esibita, inoltre, in Farnace (Gilade) di Vivaldi con Jordi Savall a Bordeaux e in Elena e Malvina (Elena) di Soliva con la RSI diretta da Diego Fasolis.
Nel 2008, al Teatro Lirico di Cagliari, ha interpretato il ruolo di Amina in una produzione del La Sonnambula con la regia di Hugo De Ana e, recentemente, quello di Adina ne L'Elisir d’amore con la regia di Michele Mirabella. Intensa è l’attività concertistica che spazia dal repertorio barocco a quello postromantico.
Tra le sue interpretazioni si ricordano: Stabat Mater di Pergolesi, La contesa de’ Numi di Vinci diretti da Rinaldo Alessandrini, Exsultate Jubilate e la Messa dell'incoronazione di Mozart, Petite Messe Solennelle di Rossini e Ein Deutsches Requiem di Brahms (Teatro Lirico di Cagliari, 2006), Il Paradiso e la Peri di Schumann, Carmina Burana e Catulli Carmina di Orff, recital su musiche di compositori italiani del Novecento.
Nel 2002 è stata scelta per chiudere il Festival Scarlatti di Palermo in un concerto sul tema della follia con Rinaldo Alessandrini e Fabio Biondi.
Tra le numerose incisioni ricordiamo per Decca La bohème (Musetta), Rossini Cantatas vol. 2, Le nozze di Teti e Peleo, la Messa Solenne di Verdi dirette da Riccardo Chailly; per Opera Rara La romanzesca e l'uomo nero di Donizetti e La prigione di Edimburgo di Ricci; per Deutsche Grammophon il Te Deum di Charpentier diretto da Myung-Whun Chung; per Opus 111 le Cantate di Bach di Rinaldo Alessandrini; per RSI ha inciso Giulia e Sesto Pompeo (Giulia) ed Elena e Malvina (Elena) di Soliva.

## Attività
Elisabetta vive a Cagliari e insegna canto al Conservatorio Statale di Musica “Giovanni Pierluigi da Palestrina” di Cagliari con masterclass in Italia e all'estero.

## Discografia
| Anno | Titolo | Cast | Direttore        | Eitchetta                                 |
| ---- | --- | --- | ---------------- | ----------------------------------------- |
| 1998 | Puccini, La bohème | Roberto Alagna/Ildebrando D'Arcangelo/Roberto De Candia/Roberto Gabbiani/Angela Gheorghiu/Simon Keenlyside/Alfredo Mariotti/Alberto Ragona/Elisabetta Scano/Voci bianche Conservatorio Verdi Milano/Voci bianche Teatro alla Scala/Coro del Teatro alla Scala/Orchestra del Teatro alla Scala                                                            | Riccardo Chailly | Decca Records                             |
| 2000 | Giuseppe Verdi, Messa Solenne, Qui Tollis, Libera Me (Messa Per Rossini), Tantum Ergo, Laudate Pueri, Ave Maria, Pater Noste. | Juan Diego Flórez/Kenneth Tarver/Michele Pertusi/Elisabetta Scano/Cristina Gallardo-Domâs Orchestra Sinfonia di Milano Giuseppe Verdi | Riccardo Chailly | Decca Records                             |
| 2000 | Donizetti, La Romanzesca e l'uomo nero                                                                                        | Elisabetta Scano/Bruno Patico/Alfonso Antoniozzi/Pietro Spagnoli/Adriana Cicogna/Elena Monti/Paul Austin Kelly/Alfonso Antoinozzi/Clive Bayley/Bruce Ford/Academy of St Martin in the Fields | David Parry      | Opera Rara                                |
| 2000 | Charpentier, Mozart, Verdi, Pärt, Te Deum                                                                                     | Riccardo Novaro/Cristina Sogmaister/Elisabetta Scano/Cinzia Forte/Declan Kelly/Coro dell'Accademia Nazionale di Santa Cecilia/Orchestra dell'Accademia Nazionale di Santa Cecilia | Myung-Whun Chung | Deutsche Grammophon/Universal Music Group |
| 2001 | Rossini, Cantatas, Vol.2 Le Nozze Di Teti, E Di Peleo Il Pianto D'Armonia Sulla Morte Di Orfeo                                | Elisabetta Scano/Cecilia Bartoli/Juan Diego Flórez/Paul Austin Kelly/Coro Filarmonico della Scala/Orchestra Filarmonica Della Scala | Riccardo Chailly | Decca Records                             |
| 2002 | Tyrants and Lovers | Bruce Ford/Nelly Miricioiu/Majella Cullagh/Garry Magee/Eiddwen Harrhy/Paul Austin Kelly/Mathew Hargreaves/Jennifer Larmore/Rockwell Blake/Sara Fulgoni/William Matteuzzi/Christian du Plessis/Rico Serbo/Ian Platt/Mark Glanville/Diana Montague/Elisabetta Scano/Adriana Cicogna/Elena Monti/Elizabeth Futral/Ildrebrando D'Arcangelo/Geoffrey Mitchell | David Parry      | Opera Rara                                |
| 2004 | Federico Ricci, La prigione di Edimburgo                                                                                      | Elisabetta Scano/Christopher Purves/Nuccia Focile/Dean Robinson/Nicola Rossi Giordano/Rebecca von Lipinski/Colin Lee/Philharmonia Orchestra | Gabriele Bellini | Opera Rara                                |
| 2004 | Luigi Cherubini, Medea | DVD con Denia Mazzola Gavazzeni, Carlo Cigni, Elisabetta Scano, Cesare Ruta, Chiara Chialli, Sara Garau, Rosa Maria Cuboni, Associazione Corale Luigi Canepa | Eric Hull        | Kicco Classic                             |
| 2016 | Giuseppe Verdi, Opere complete. Edizione limitata. 30 opere, musica sacra, rarità                                             | Artisti vari. | Direttori vari.  | Universal Music Group                     |